# NGC 182
NGC 182 è una vasta galassia a spirale intermedia circondata da un anello, situata nella costellazione dei Pesci.

## Descrizione
La galassia ha una classe di luminosità I e presenta una larga riga a 21 cm dell'idrogeno neutro.

## Scoperta
NGC 182 è stata scoperta il 25 dicembre 1790 dall'astronomo britannico di origine tedesca William Herschel.

## Supernova
Nel 2004, all'interno di NGC 182 è stata scoperta una supernova di tipo IIb, designata SN 2004ex.

## Gruppo di NGC 182
NGC 182 è il membro principale di un gruppo composto da almeno quattro galassie e che porta il suo nome. Il Gruppo di NGC 182 comprende anche le seguenti galassie: NGC 194, NGC 198 e NGC 200.